# بطولة تونس لكرة السلة للرجال 2006–07
بطولة تونس لكرة السلة للرجال 2006–07 هو الموسم رقم 52 من بطولة تونس لكرة السلة للرجال.

فاز بهذا الموسم النجم الرياضي الساحلي.

## روابط خارجية
- الموقع الرسمي للجامعة التونسية لكرة السلة.